# Osadzarka

Fragment osadzarki z kopalni Kay Moor, Fayetteville, Zachodnia Wirginia, USA.

Osadzarka – maszyna do wzbogacania urobku, w której wskutek np. pulsującego działania wody urobek rozdziela się na warstwy ziaren. Ziarna węgla układają się w warstwie najwyższej, w dolnej – ziarna skały płonnej.